# Kurt Thiim
Kurt Thiim (Vojens, 3 agosto 1956) è un pilota automobilistico danese.
Dopo la sua carriera nel karting ha corso con le monoposto dal 1978 al 1984 prima di passare al DTM. È stato Campione di Formula 3 tedesco nel 1984.

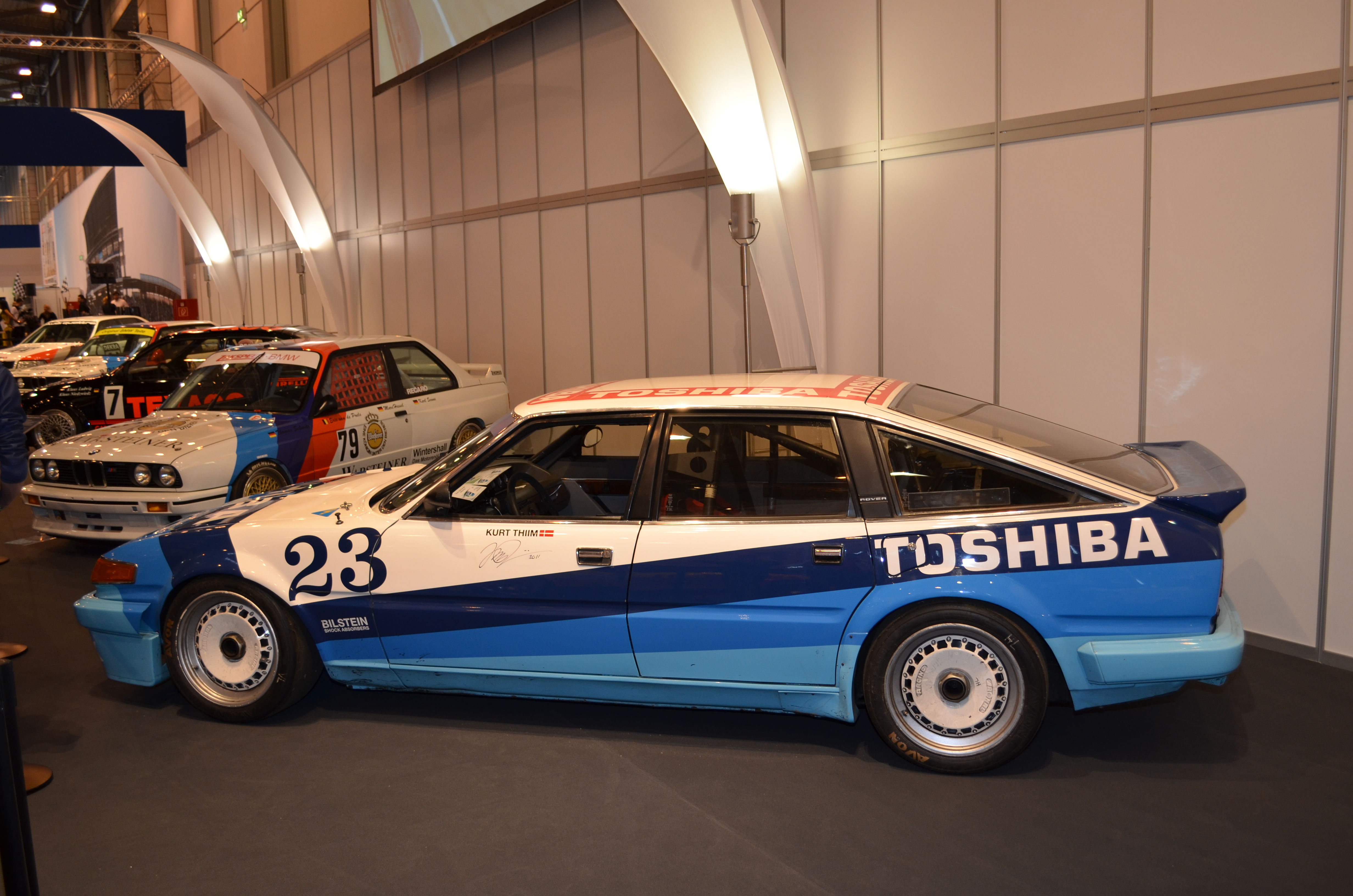
La Rover di Kurt Thiim

Ha vinto il campionato DTM nel suo anno di esordio nel 1986 alla guida di una Rover Vitesse, e ha corso su una Alfa Romeo 75 Turbo nel 1987. Entrato nel team Mercedes AMG nel 1988, poi nel Zakspeed nel 1992, è tornato in AMG nel 1996, arrivando nella classifica assoluta terzo nel 1990, quarto nel 1989 e 1995, quinto nel 1994 e sesto nel 1993. Ha collezionato 19 vittorie durante la sua carriera nel DTM.
Dopo che la serie è stata interrotta nel 1996, ha corso in diverse altre categorie di auto da turismo, tra cui il campionato tedesco Supertouring e il campionato danese delle auto da turismo, dove ha vinto un titolo nel 2002.
È il padre del pilota Nicki Thiim.